# Boerboel
Der Boerboel [ˈbuːrbul] (Afrikaans für „Bauernhund“, „Bauerndogge“) ist eine nicht von der FCI anerkannte Hunderasse aus Südafrika. Die Rasse wird von der Kennel Union of South Africa (KUSA) anerkannt, die Südafrika in der FCI vertritt. Sie gehört in der Systematik der KUSA zur Working Group.

## Herkunft und Geschichtliches
Der Boerboel ist ein massiger Hofhund von Farmern in Südafrika und angrenzenden Ländern. Um die Farmen vor wilden Tieren und Viehdieben zu schützen, etablierte sich dort ein Hund vom Mastifftyp. In der Vergangenheit wurde er nie als Rasse gesehen, vielmehr wurde bei der Zucht Wert auf die Funktion gelegt.
Der Hund soll auf die Zeit Jan van Riebeecks (1652) zurückgehen, welcher der erste niederländische Verwalter der Kapregion war. Die damals ins Land kommenden Siedler brachten zu ihrem Schutz jeweils die größten und stärksten Hunde ihres Herkunftslandes mit. Später steuerten die Briten noch ihre Mastiffs bei. Erst in den 1980er Jahren erhob der Südafrikanische Zuchtverband diese Hunde in den Rang einer Rasse.

## Aussehen
Der Boerboel ist ein großer, kräftiger Hund mit gut entwickelter Muskulatur. Die Rüden müssen besonders muskulös und die Hündinnen ausgesprochen weiblich sein. Sein Bewegungsmuster sollte offen und fließend sein. Alle Körperteile müssen im Einklang miteinander sein.
Das Mindestmaß (Widerristhöhe) beim Rüden beträgt 60 cm, ideal sind 66 cm. Hündinnen sind mindestens 55 cm hoch, ideal sind 61 cm.

## Wesen
Der Boerboel wird im Rassestandard als intelligent, trainierbar und kontrollierbar beschrieben. Der Beschreibung zufolge hat er ein starkes Schutzverhalten und zeigt sich Familienmitgliedern gegenüber treu. Er soll sich sicher und ruhig zeigen, auch wenn man sich ihm nähert. Wird er bedroht, soll er sich furchtlos und mutig zeigen. Im Rassestandard wird darauf hingewiesen, dass bereits in einem frühen Alter Training und sichere Führung nötig sind.

## Rechtslage
Der Boerboel wird in den Schweizer Kantonen Freiburg und Genf als potentiell gefährlicher Hund angesehen. Die Haltung ist in Freiburg bewilligungspflichtig, in Genf verboten. Die Einfuhr nach Dänemark und Frankreich ist auch in Begleitung von Touristen verboten (siehe Rasseliste).